# Kreuzabnahmerelief an den Externsteinen

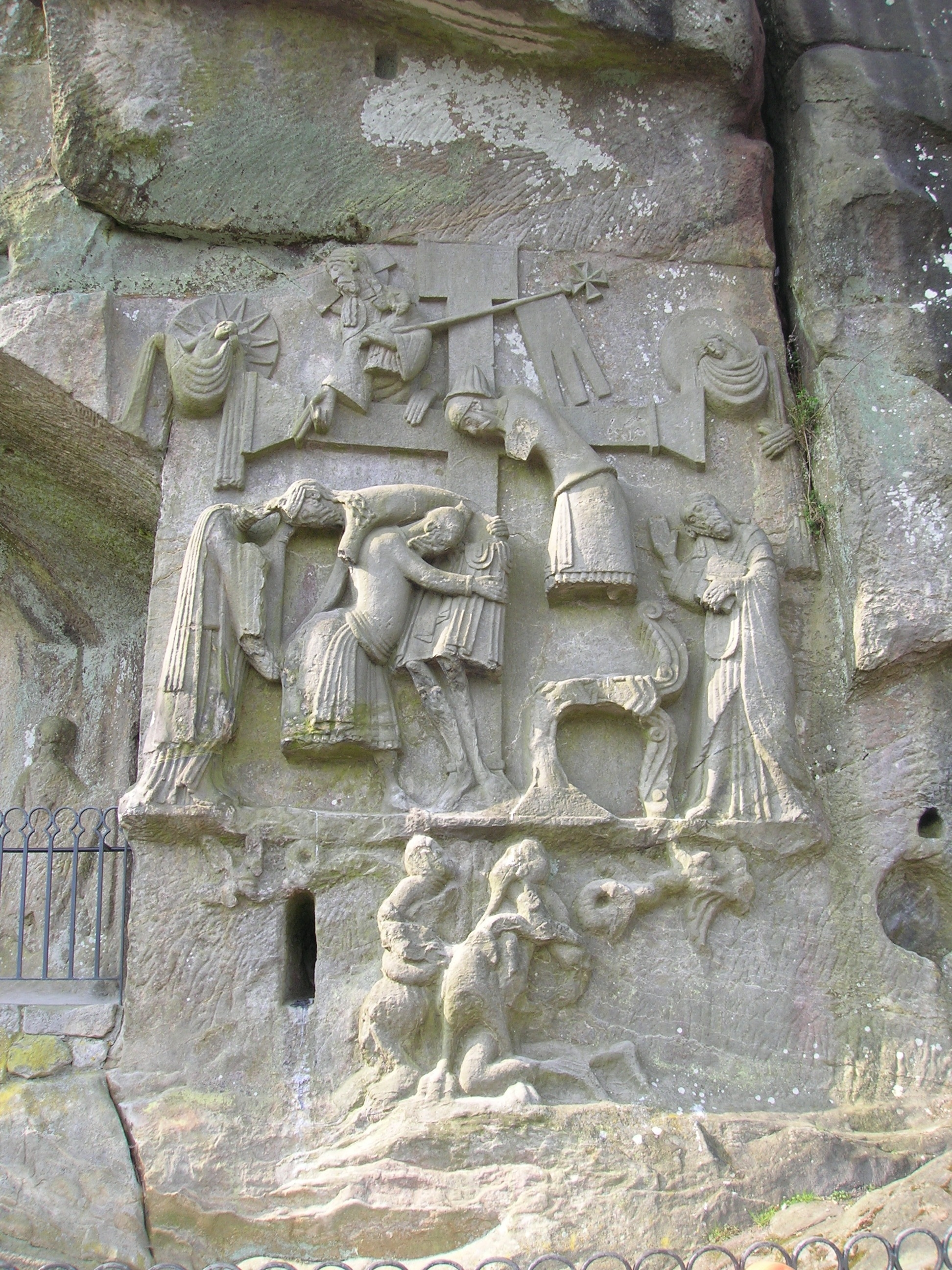
Das Kreuzabnahmerelief am „Grottenstein“, 2007

Das Kreuzabnahmerelief an den Externsteinen ist ein großes, in den Sandstein der Externsteine im Teutoburger Wald gehauenes Relief, auf dem die Kreuzabnahme zu sehen ist. Es gilt als die älteste aus massivem Fels gehauene Steinmetz-Großplastik nördlich der Alpen.

Lithografie des Reliefs, vor 1825

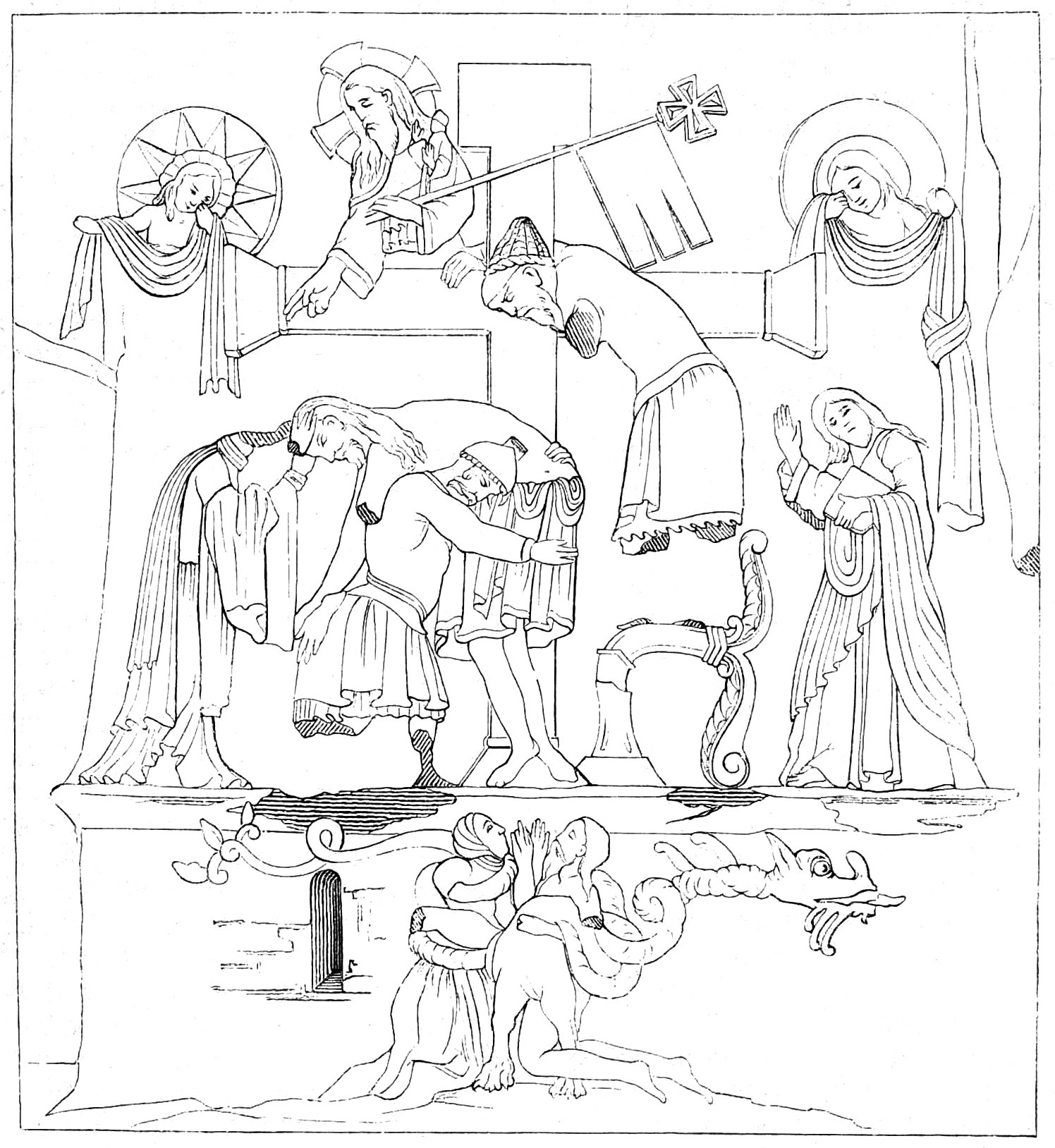
Zeichnung des Reliefs, 1862

## Befund
Die Externsteine sind ein Sekundärgestein, also aus Sedimenten aufgebaut. Es handelt sich um einen Kalk-Sandstein, der recht weich und darum bildhauerisch leicht zu bearbeiten ist.
Das Relief ist in drei Teile, sogenannte Register, gegliedert.
Im mittleren, größten Register zeigt es die Kreuzabnahme: In der Mitte steht das Kreuz. Nikodemus, dessen Helm in den Nacken gerutscht ist, steht (die Beine sind zerstört) auf einem gebogenen pflanzenartigen Gebilde, von dem aus er den Leichnam Jesu Christi vom Kreuz gelöst hat. Josef von Arimathäa fängt mit expressiv hervorgehobener Anstrengung den herabsinkenden Leib auf, dessen Haupt Maria in die Hände nimmt und ihm ihren eigenen Kopf zu neigt (der Kopf der Maria ist durch Zerstörung verloren). Ihr gegenüber steht der an seinem Buch zu erkennende Jünger Johannes unter dem Kreuz.
Im oberen Register kommt der Oberkörper einer festlich gekleideten Figur, die mit den Symbolen des Auferstandenen – Kreuzaura und Siegesfahne – ausgestattet ist, hinter dem Kopfbalken des Kreuzes hervor. Ferner trägt sie eine kleine, ihr ähnlich gekleidete Gestalt im Arm. Seitlich sind die Tücher haltenden Figuren von Sonne und Mond angebracht.
Im unteren Register knien zu Füßen des Kreuzes ein nackter, bärtiger Mann und eine in ein langes Gewand gehüllte Figur mit einem Halsschmuck, die vom Schwanz und Hals eines zweibeinigen geflügelten Drachen umschlungen werden.
Das Relief weist Beschädigungen auf, so fehlen insbesondere der Kopf der Maria und die Unterschenkel von Nikodemus. Der unterste Teil des Reliefs ist insgesamt undeutlicher als der obere, also weniger gut bearbeitet, stärker zerstört oder unfertig.

## Entstehungszeit
Goethe sah 1824 das Relief als karolingisch an und bemerkte byzantinische Einflüsse. Er rückte es in den Zusammenhang einer Umwidmung eines vorchristlichen Heiligtums in eine Stätte der christlichen Gottesverehrung:
„Ohne also weitläufiger zu sein, geben wir gerne zu, daß ein mönchischer Künstler, unter den Schaaren der Geistlichen, die der erobernde Hof Carl des Großen nach sich zog, dieses Werk könne verfertigt haben.“
Nahezu gleichzeitig veröffentlichte Karl Theodor Menke seine gegenteilige Ansicht, dass das Relief aus dem 12. Jahrhundert stamme:
„Der gläubige Christ zog dahin, in frommem Sinne, mit Andacht im Herzen, wie nach einem anderen Jerusalem, um seine Demuth zu erkennen zu geben, Buße zu thun, Vergebung der Sünden zu erlangen und des Reiches Gottes theilhaftig zu werden. Schon diese Idee macht es wahrscheinlich, daß jene Sculpturarbeit in das Zeitalter der Kreuzzüge fällt, bei deren Unternehmung dieselben frommen Absichten jener Wallfahrten zum Grunde lagen.“
Urkundliche Überlieferungen konnten beide nicht für sich anführen. Bis zur Mitte des 19. Jahrhunderts schlossen sich die Kunsthistoriker Goethes Ansicht an.
Als 1846 eine Inschrift im Inneren der Grotte gefunden wurde, die eine Weihe der Grotte im Jahr 1115 zu dokumentieren schien, schloss man sich der Ansicht Menkes an, indem man die Grotteninschrift auch auf das außen angebrachte Relief bezog. Eine Kaufurkunde des Klosters Abdinghof vom Jahre 1093 lenkte den Blick weiterhin auf die Kreuzzugszeit.
Freilich geriet die Echtheit der Urkunde bald in Zweifel und ist heute als unsicher erkannt. Inzwischen muss auch die Inschrift der unteren Grotte als zweifelhaft erscheinen. Der Bildhauer Niedhorn kam nach eigenen Untersuchungen zu dem Ergebnis, dass die schwer leserliche Inschrift in einem Arbeitsgang geschaffen und durch gleichzeitige Meißelschläge undeutlich gemacht worden war. Er erklärt den Befund so, dass der Verfertiger die Inschrift viel älter erscheinen lassen wollte, als sie war. Walther Matthes und Rolf Speckner kommen aufgrund eines Vergleichs aller Einzelmotive zu der Goethe bestätigenden Interpretation, dass das Relief zwischen 816 und 822 geschaffen worden sei.

## Interpretation
Das mittlere Register zeigt mit der Kreuzabnahme ein christliches Motiv, das im Abendland deutlich seltener verwendet wird als die Kreuzigung. Die Figuren und Handlungen sind aus der christlichen Überlieferung gut bekannt. Einzig der Gegenstand, auf dem Nikodemus steht, führte zu einer kontroversen Diskussion: Im Jahre 1929 stellte Wilhelm Teudt die These auf, es handele sich um die gebeugte Irminsul. Die heutige Fachwissenschaft steht dieser Aussage überwiegend skeptisch gegenüber; vereinzelt wird sie aber bejaht. Zwangloser wird die Darstellung als die einer Palme, beziehungsweise Dattelpalme bewertet, zumal diese kunstgeschichtlich belegt ist und zudem in regionalen mittelalterlichen Sakralbauten als Dekor rezipiert wurde.
Das obere Register steht in direkter inhaltlicher Beziehung zum Geschehen in dem mittleren Register. Die Figur mit Kreuzaura und Siegesfahne, welche den auferstandenen sieghaften Christus kennzeichnen, trägt ein kleines Kind auf dem Arm, das ihm auffällig ähnlich gekleidet ist. Hier könnte es sich um die Selbst-Darreichung des Christus handeln, wie sie in der Messe bei der Darreichung des Brotes zelebriert wird. Nach anderer Auffassung handelt es sich bei der Figur im oberen Register um Gott-Vater.
Das untere Register steht ebenfalls in Beziehung zum Geschehen im mittleren. Es zeigt ein drachenartiges Wesen – dem Jonaswalfisch der Katakomben ähnelnd –, das zwei kniende Menschen umfangen hält, von denen der eine bärtig ist und kein Gewand trägt, der andere in ein langes Gewand gekleidet ist. Die beiden heben je eine Hand zum Fuß des Kreuzes hinauf, wohin auch ihr Blick gerichtet ist. Die beiden werden teils als Adam und Eva gedeutet, teils als ein sächsischer Krieger und ein Priester; wobei der letzte traditionell Frauenkleider getragen haben soll. Insgesamt spiegelt das Relief nach dieser Deutung auch die mittelalterliche Weltordnung von Himmel, Erde und Hölle wider.

## Forschungsgeschichte
Goethe und Wilhelm Dorow haben die Entstehung des Reliefs in den Zusammenhang der Christianisierung des Ortes durch Karl den Großen gerückt. Wie kleinere Gegenstände aus heidnischem Besitz durch das Einritzen eines Kreuz-Zeichens geheiligt wurden, so sei man an den Externsteinen durch das Einmeißeln des Reliefs verfahren. Diese Auffassung hielt sich weitgehend bei den Verfechtern einer heidnischen Nutzung der Externsteine vor Eintreffen der christlichen Eroberer. Seit dem letzten Drittel des 19. Jahrhunderts trat die mit gegensätzlichen Empfindungen verbundene Vorstellung hinzu, das Bild solle den „Triumph“ des Christentums über das Heidentum zum Ausdruck bringen.
Die Anhänger eines romanischen Ursprungs der Monumentalplastik am Anfang des 12. Jahrhunderts rückten es in den Zusammenhang einer mutmaßlichen Pilgerstätte. Das Relief sei Bestandteil einer Nachahmung der heiligen Stätten. Oben auf dem Turmfels habe das Golgathakreuz gestanden. Der Kreuzabnahme habe man am Relief andächtig gedacht. Das Arcosolgrab sei eine Nachahmung des Grabes Christi, und die Höhlen fasste man als Kreuzauffindungsgrotte auf. Die Zuspitzung des Gegensatzes in der moralischen Beurteilung des Sieges des Christentums über das Heidentum zog in den zwanziger und dreißiger Jahren auch die Auseinandersetzungen um das Relief in ihren Sog, und die nationalsozialistische Propaganda hatte leichtes Spiel.
Nach 1945 war es umgekehrt den Verfechtern einer Spätdatierung ein leichtes, jeden Anhänger der Frühdatierung des Reliefs politischer Hintergründigkeiten zu bezichtigen. Ohne neue Beweise oder auch nur Argumente setzte sich die Spätdatierung „um 1115“ durch.
1934 hatte aber der Katholik Alois Fuchs im Kampf um die Externsteine noch zugestanden: Mag ein vorchristlicher Kult dort in den natürlichen Höhlen vorausgegangen sein. Das kann man sogar für wahrscheinlich halten. Auch Friedrich Focke bestätigte 1943 bei aller Dezidiertheit seines späten zeitlichen Ansatzes „den germanisch-deutschen Gehalt des Werkes“. Nach 1945 hatte man leichtes Spiel, nun nichts Vorgeschichtliches mehr gelten zu lassen. Selbst Fockes Versuch, den Gegensatz zu schwächen, indem er darauf hinwies, dass der Baum sich nicht bog, weil Nikodemus darauf steht, sondern damit er darauf stehen könne, fand zunächst keinen Eingang in die Literatur.
1978 konnte die Amerikanerin Elizabeth Parker eine bislang wenig beachtete These aufstellen: das Relief sei geschaffen worden, um den Hintergrund für im Freien aufgeführte Osterspiele vor den Externsteinen abzugeben. Die Datierung beließ sie im 12. Jahrhundert.
1997 legten W. Matthes und R. Speckner eine Deutung vor, die unausgesprochen auf dem mittelalterlichen Prinzip des dreifachen Schriftsinns beruht, der auch für Bilder galt. Der sensus historicus, der die offensichtlichen Tatsachen umfasst, den äußeren Bedeutungsgehalt der dargestellten Bilder, stellt einen Bezug zur biblischen Erzählung der Kreuzabnahme her. Als „Sondergut“ des Reliefs lassen sich das Kind im Arm des oberen Christus und der gebogene Stamm nicht in diese Erklärung einordnen.
Die zweite Ebene ist der sensus allegoricus, die allegorische Auslegung. Durch Amalarius von Metz (775–850) ist ein allegorisches Verständnis in die westliche Auffassung der Messe eingezogen. Er hatte diese Auffassung auf einer Reise nach Byzanz kennengelernt. Danach wiederholen Priester und Diakon während der Messe in jedem Augenblick, in jedem Handgriff eine Station des Leidensweges Christi. Nach Amalarius sind Priester und Diakon im Augenblick der kleinen Elevation, dem Hinaufheben des Kelches, Josef und Nikodemus, die den Herrn vom Kreuz nehmen. Amalars Zeitgenosse Radbert von Corbie hat beschrieben, dass während der Wandlung von Brot und Wein in Leib und das Blut des Herrn die gewandelten Substanzen als kleines Kind wahrgenommen wurden. Er hat tradierte Beispiele für diese Schau in seine Erklärung des Abendmahls eingewoben, die er für die Mönche des Corveyer Klosters 831 bis 833 verfasst hat. Die allegorische Auslegung umfasst also die Geheimnisse des Altarsakraments. Während sich die am Altar Handelnden vor dem inneren Blick in Joseph von Arimathia und Nikodemus verwandeln, kommt Christus von oben herab und schenkt die Weltverjüngungskräfte in der Form des Kindes.
Der sensus eschatologicus sieht auf die zentrale Handlung, auf den Sinn den das ganze im Hinblick auf die Ewigkeit hat: Was bedeutet die Übergabe des Leibes Christi aus der Hand des einen Jüngers in die des anderen? Nikodemus gehört nach Johannes einer Gruppe an, die Christus als Meister in Israel ansehen. Er fragt, wie er das ewige Leben gewinnen könne, wie das Ewige in ihm so stark werden könne, dass es das ganze Leben bestimme? Er fragt nach der Initiation. Und Christus, der Meister, sagt ihm, er müsse noch einmal geboren werden. Ein jüdischer Einweihungsschüler, der im Externsteinrelief durch den sich biegenden Baum als Vertreter der vorchristlichen Geistigkeit sich kennzeichnet, findet den Weg zu Christus. Joseph von Arimathia andererseits ist der Begründer der Gralsströmung, der christlichen Einweihungsströmung. Christus kam zu ihm in das Gefängnis, übergab ihm den Kelch und lehrte ihn die Messe. So begegnen sich bei der Kreuzabnahme ein vorchristlicher Initiierter, der den Weg zu Christus gefunden hat und in der Darstellung an den Externsteinen über den Weltenbaum zu ihm hinaufsteigen kann, und Joseph von Arimathia, der erste christliche Eingeweihte, der der Christusträger wird. Sie wirken zusammen.
Uta Halle fasst die Forschungsgeschichte der Nachkriegszeit auch bzgl. des Reliefs wie folgt zusammen: „Neben zahlreichen Broschüren bzw. einigen Büchern von Teudt-Anhängern erschienen von wissenschaftlicher Seite noch einige weitere Bücher zu der Externsteine-Problematik. Es handelt sich hierbei zum einen um die Arbeiten von Walther Matthes Corvey und die Externsteine. Schicksal eines vorchristlichen Heiligtums in karolingischer Zeit. (1982) und zusammen mit Rolf Speckner Das Relief an den Externsteinen. Ein karolingisches Kunstwerk und sein spiritueller Hintergrund (1997). In der älteren Arbeit versucht Matthes nachzuweisen, dass sich zu Beginn des 9. Jahrhunderts das Kloster Hethis an den Externsteinen befunden haben soll und dass daraus abgeleitet werden kann, dass an den Externsteinen ein vorchristliches Heiligtum bestand. Die Arbeit über das Kreuzabnahmerelief baut auf der ersten Arbeit auf und versucht, die karolingische Datierung für das Kunstwerk nachzuweisen. Seine Informationen über das Fundmaterial der Externsteine, … , hat Matthes in seinen Arbeiten nicht benutzt. Zum anderen ist hier noch das vierbändige Werk von Johannes Mundhenk Forschungen zur Geschichte der Externsteine aus den Jahren 1980–1988 zu nennen.“
Sie führt dann weiter aus, dass durch „die Zusammenarbeit während der NS-Zeit mit der SS“ nach 1945 eine Tabuisierung des Themas zustande kam. Das Thema war hochgradig ideologisch belastet und wurde den Laienforschern überlassen: „Deshalb ist neben den o.a. wissenschaftlichen Veröffentlichungen die Felsgruppe seit den Sechziger Jahren wieder Schwerpunkt in Laienforscherkreisen.“